# Stenalia ascaniaenovae
Stenalia ascaniaenovae is een keversoort uit de familie spartelkevers (Mordellidae). De wetenschappelijke naam van de soort is voor het eerst geldig gepubliceerd in 1975 door Lazorko.